# تورسکو (لهستان کوچک)
تورسکو (Tursko, Lesser Poland Voivodeship) یک منطقهٔ مسکونی در لهستان است که در گمینا چینژکوویتسه واقع شده‌است.